# Protonemura triangulata
Protonemura triangulata är en bäcksländeart som beskrevs av Martynov 1928. Protonemura triangulata ingår i släktet Protonemura och familjen kryssbäcksländor. Inga underarter finns listade i Catalogue of Life.